# Look (Automarke)
Look war eine brasilianische Automarke und Hersteller von Automobilen mit Sitz in Porto Alegre.

## Markengeschichte
Ein Unternehmen begann 1970 mit der Produktion von Automobilen. Der Markenname lautete Look. 2004 übernahm Farina Automóveis aus dem gleichen Ort die Produktion und vermarktet die Autos als Farina.

## Fahrzeuge
Wichtigstes Modell war ein VW-Buggy. Auf ein Fahrgestell von Volkswagen do Brasil wurde eine offene Karosserie aus Fiberglas montiert. Ein luftgekühlter Vierzylinder-Boxermotor im Heck trieb die Hinterräder an.
In den 1990er Jahren entstanden einige Pick-ups mit Doppelkabine auf VW-Basis.